# Коэлему
Коэлему (исп. Coelemu) — город в Чили. Административный центр одноимённой коммуны. Население — 9845 человек (2002). Город и коммуна входит в состав провинции Итата и области Ньюбле.
Территория коммуны — 342,3 км². Численность населения — 15 733 жителя (2007). Плотность населения — 45,96 чел./км².

## Расположение

Коммуна Коэлему на карте области Ньюбле

Город расположен в 55 км северо-западнее административного центра области — города Чильян.
Коммуна граничит:
- на северо-востоке — с коммуной Трегуако
- на востоке — с коммуной Портесуэло
- на юго-востоке — с коммуной Ранкиль
- на юго-западе — с коммуной Томе

На северо-западе коммуны расположен Тихий океан.

## Демография
Согласно сведениям, собранным в ходе переписи Национальным институтом статистики, население коммуны составляет 15 733 человека, из которых 7852 мужчины и 7881 женщина.
Население коммуны составляет 0,79 % от общей численности населения области Био-Био. 40,94 % относится к сельскому населению и 59,06 % — городское население.